# هيديوكي يوجيلي
هيديوكي يوجيلي (باليابانية: 氏家 英行) (23 فبراير 1979 في طوكيو في اليابان – )؛ هو لاعب كرة قدم ياباني سابق كان يلعب كلاعب وسط.

## وصلات خارجية
- هيديوكي يوجيلي على موقع الاتحاد الدولي (مؤرشف)  (الإنجليزية)
- هيديوكي يوجيلي على موقع رابطة كرة القدم اليابانية للمحترفين (اليابانية)
- هيديوكي يوجيلي على موقع عالم كرة القدم.نت (الإنجليزية)